# Tirídids
Els tirídids (Thyrididae) són una família de lepidòpters glossats, l'única de la superfamilia dels tiridoïdeus (Thyridoidea), que de vegades ha estat inclosa a Pyraloidea, però això no té suport amb anàlisi cladística. Inclou 940 espècies.
La gran majoria de les espècies viuen en els tròpics i subtropics. Són acolorides i sovint són diürnes. Hi ha quatre subfamílies. La seva biologia és poc coneguda. Els espècimens són rars dins les col·leccions de museu.

## Gèneres
- Chrysotypus Butler, 1879
- Microctenucha Warren, 1900

### Charideinae
- Amalthocera Boisduval, 1836
- Arniocera Hopffer, 1857
- Byblisia Walker, 1865
- Cicinnocnemis Holanda, 1894
- Dilophura Hampson, 1918
- Lamprochrysa Hampson, 1918
- Marmax Rafinesque, 1815
- Netrocera Felder, 1874
- Toosa Walker, 1856
- Trichobaptes Holanda, 1894

### Siculodinae
- Belonoptera Herrich-Schäffer, [1858]
- Bupota Whalley, 1971
- Calindoea Walker, 1863
- Cecidothyris Aurivillius, 1910
- Collinsa Whalley, 1964
- Cornuterus Whalley, 1971
- Draconia Hübner, 1820
- Epaena Karsch, 1900
- Gnathodes Whalley, 1971
- Hapana Whalley, 1967
- Hypolamprus Hampson, 1892
- Kalenga Whalley, 1971
- Kuja Whalley, 1971
- Lelymena Karsch, 1900
- Morova Walker, 1865
- Nakawa Whalley, 1971
- Nemea Whalley, 1971
- Opula Walker, 1869
- Pyrinioides Butler, 1881
- Rhodoneura Guenée, 1858
- Siculodes Guenée, 1858
- Symphleps Warren, 1897
- Tridesmodes Warren, 1899
- Whalleyana Viette, 1977
- Zeuzerodes Pagenstecher, 1892

### Striglininae
- Banisia Walker, 1863
- Jamboina Whalley, 1976
- Macrogonia Herrich-Schäffer, 1855
- Mathoris Guenée, 1877
- Monodecus Whalley, 1976
- Mystina Whalley, 1976
- Rhodogonia Warren, 1897
- Speculina Whalley, 1976
- Striglina Guneée, 1877
- Tanyodes Möschler, 1882
- Tristina Whalley, 1976

### Thyridinae
- Dysodia Clemens, 1860 (inclou Platythyris)
- Glanycus Walker, 1855
- Sijua Whalley, 1971
- Thyris Laspeyrés, 1803